# The Peanuts
The Peanuts (japanisch ザ・ピーナッツ Za Pīnattsu), deutsch auch Die Peanuts, war ein Gesangs-Duo der beiden eineiigen Zwillingsschwestern Emi Itō (伊藤 エミ, geborene Hideyo Itō – 伊藤 日出代) und Yumi Itō (伊藤 ユミ, geborene Tsukiko Itō – 伊藤 月子). Sie wurden in Tokoname, Präfektur Aichi, (Japan) am 1. April 1941 geboren. Kurz nach ihrer Geburt zog die Familie nach Nagoya. Emi starb am 15. Juni 2012, Yumi am 18. Mai 2016.
Beide tanzten und vor allem sangen synchron, so dass die Wirkung einer einzelnen Sängerin mit leichtem Nachhall entstand.

## Karriere
Ihre Karriere fing 1959 an, als sie von Misa Watanabe von der Agentur Watanabe Productions entdeckt wurden und ihr erstes Stück Kawaii Hana (可愛い花) erschien – ein Cover des Jazzstandards Petite fleur. Beide brachen die Schule ab.
In den ersten Jahren sang das Duo Bearbeitungen von Klassikern, ausländischen Songs und japanischen Volksliedern, später auch Originale, die von ihrem Produzenten Hiroshi Miyagawa und Komponisten wie Kōichi Sugiyama und Rei Nakanishi geschrieben wurden.
1961 folgte ein Auftritt im Film Mothra bedroht die Welt und 1964 in den Filmen Godzilla und die Urweltraupen und Frankensteins Monster im Kampf gegen Ghidorah.
1975 beendeten sie ihre Karriere, als Emi den Sänger Kenji Sawada (Pseudonym in Shinjitai: 沢田 研二, bürgerlich in Kyūjitai: 澤田 研二) heiratete, von dem sie aber 1987 wieder geschieden wurde.

### Deutschland
Das Duo hatte auch, ungewöhnlich für japanische Sänger, Erfolg in Deutschland und auch Österreich. 1963 war Caterina Valente in Japan, wo das Duo ihre Aufmerksamkeit erregte, so dass sie es in ihre Show Bonsoir, Kathrin! nach Deutschland einlud. Anlässlich der Olympischen Sommerspiele 1964 drehte Michael Pfleghar Die große Show von Tokio, wo ebenfalls beide eingeladen wurden, und der musikalische Leiter Heinz Kiessling deutschsprachige Aufnahmen mit ihnen produzierte, wie den Titel Souvenirs aus Tokio. Pfleghar drehte 1965 mit ihnen eine weitere Show namens Das Lächeln im Westen. 1965 traten sie auch im Rahmenprogramm der Deutschen Schlager-Festspiele 1965 auf.
Insgesamt veröffentlichten sie zwischen 1964 und 1967 acht Singles in deutscher Sprache. 1965 erreichte davon Souvenirs aus Tokio eine Platzierung in den österreichischen (min. Platz 18) und deutschen Billboard-Charts (Platz 40, 2 Wochen) und 1967 erneut Bye, Bye Yokohama in Deutschland (Platz 30, 4 Wochen). 1969 traten sie in der allerersten Folge von Festival Der Stars auf.

#### Diskografie
Folgende Singles erschienen als LP bei Columbia:
- 1964: Happy Yokohama / Wo ist der Boy, den es zweimal gibt? (Text/Musik: Kurt Hertha, Heinz Kiessling)
- 1964: Souvenirs aus Tokio / Hey Käp’ten, fahr’ nach Hawaii
- 1965: Heut’ abend / Nagasaki-Boy
- 1965: Ein weißes Pony / Schwarzer Peter
- 1966: Liebe kann man nicht beschreiben / Hallo, bitte melden
- 1966/7: Aha, du liebst mich nur bei Mondenschein / Ein weißes Schiff
- 1967: Bye, Bye Yokohama / Fudschijama Moon (Musik: Hans Blum[5])
- 1967: Golden Town / Zuckersüss wie Ananas

1965 wird das Album Souvenirs aus Tokio auf LP veröffentlicht, das die Stücke der ersten vier Singles enthält, sowie die Titel Una sera di Tokyo (OT: ウナ・セラ・ディ東京 Una sera di Tōkyō), Arewa Jugo Natsumatsuri (OT: あれは十五の夏祭り Are wa Jūgo no Natsu Matsuri), Blues Of Tokyo und Tokyo By Night.
2003 erschien bei Bear Family Records ein weiteres Album gleichen Namens auf CD, das jedoch die Stücke aller deutschen Singles sowie weitere Titel enthält.